# Erpobdellidae
Erpobdellidae (Глоткові п'явки) — родина п'явок підряду Erpobdelliformes ряду Безхоботні п'явки (Arhynchobdellida). Складається з 5 родів і 17 видів. Синонім — Herpobdellidae.

## Опис
Представники цієї родини є п'явками зазвичай середніх розмірів (2,5—5 см завдовжки і 4 мм завширшки), але є види доволі великі (7—8 см завдовжки і 8 мм завширшки), рідше великих розмірів. На передньому кінці тіла є 4 пари очей: 4 ока розташовано на краю, по 2 — з боків переднього кінця тіла. Щелепи зредуковано. Соміт складається з 5 або більше кілець. У деяких видів довжина кілець однакова, у інших одне кільце соміта довшим за інші. Тулуб сплощено, поверхня майже гладенька. Шлунок без відростків. Передняна присоска краще розвинена ніж задня.
Спинна поверхня тіла зазвичай темна з рядками світлих цяток. У депігментованих п'явок зберігаються окремі згущення темного пігменту. На спинному боці тіла цілісних темних пігментних смужок немає.

## Спосіб життя
Воліють до прісних водойм, інколи трохи солонкуватих. Плавають і роблять дихальні рухи. Є ненажерливими хижаками. Живляться різними дрібними водними безхребетними, можливий канібалізм. Свою жертву п'явки заковтують цілком. Реагують лише на рухому здобич. Полювання починають з ранньої весни. Влітку тримаються на водній рослинності, під камінням, під корою затоплених дерев. Восени, коли зникає водна рослинність, вони переходять на ґрунт і зариваються в нього на зимівлю.
Запліднення відбувається за допомогою сперматофорів. Кокони найчастіше овальні, коричневого кольору, прикріплюються до підводних рослин, каміння. В кожному коконі від 5 до 11 яєць. Інкубаційний період триває близько 10 діб.

## Розповсюдження
Мешкають у Європі, Азії, Північній Африці.

## Роди
- Croatobranchus
- Dina
- Mooreobdella
- Trocheta
- Erpobdella